# Apollo 9
Let Apollo 9 byl třetím pilotovaným letem programu Apollo, 29. letem kosmické lodě z naší planety. V jeho průběhu se uskutečnil první pilotovaný let lunárního modulu. Let byl v COSPARu katalogizován s označením 1969-018A.

## Posádka

### Základní posádka
- James McDivitt (2) - velitel
- David Scott (2) - pilot velitelského modulu
- Russell Schweickart (1) - pilot lunárního modulu

V závorkách je uvedený dosavadní počet letů do vesmíru včetně této mise.

#### Záložní posádka
- Charles Conrad (2) - velitel letu
- Richard Gordon (1) - pilot velitelského modulu
- Alan Bean (0) - pilot lunárního modulu

V závorkách je uvedený dosavadní počet letů do vesmíru. 

### Podpůrná posádka
- Fred Haise, Jack Lousma, Edgar Mitchell, Alfred Worden

## Naplánování letu

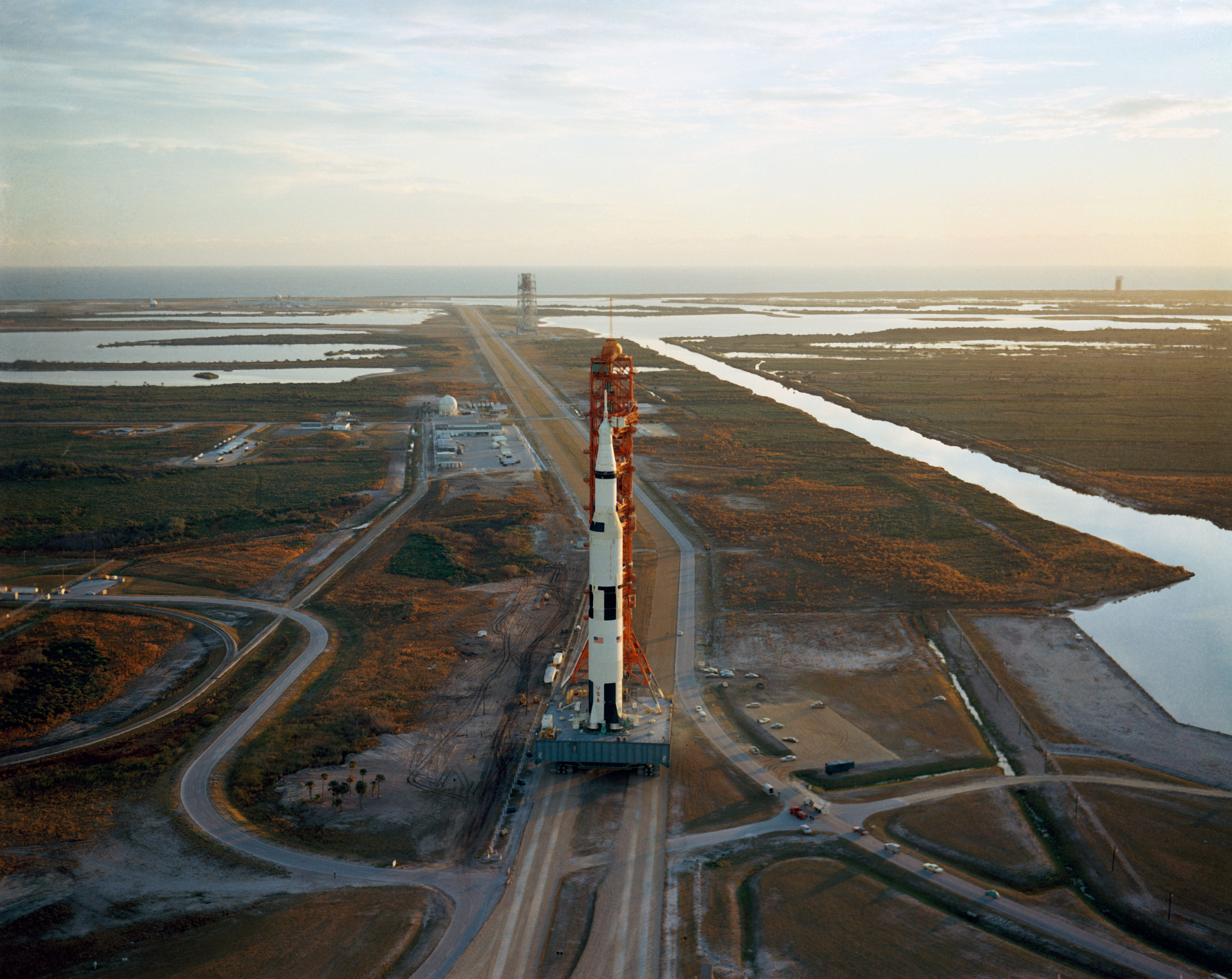
Raketa Saturn V před startem mise Apollo 9

Při letu Apolla 9 byl poprvé vyzkoušen pilotovaný let LM – lunárního modulu. Původní scénář (podrobněji viz popis letu Apollo 8) předpokládal, že pilotování lunárního modulu a manévry s ním budou vyzkoušeny na oběžné dráze kolem Země při dvou testech – D a E.
Test D se měl uskutečnit na nízké oběžné dráze kolem Země, kam měla být kompletní kosmická loď Apollo vynesena dvěma raketami Saturn 1B, z nichž jedna měla vynést posádku v lodi skládající se z velitelského a servisního modulu, zatímco druhá raketa měla na oběžnou dráhu vynést lunární modul. Po testu D měl následovat test E s podobnými úkoly plněnými na eliptické oběžné dráze kolem Země s apogeem 7400 km (4600 mil). K testu E mělo být použito cílového scénáře startu, tj. celý komplet kosmické lodi Apollo měla na oběžnou dráhu vynést raketa Saturn 5.
Vzhledem k zařazení původně neplánovaného letu, který posléze uskutečnilo Apollo 8, byl test D modifikován. Uskutečnil se na nízké oběžné dráze kolem Země, ale nebyly k němu použity dvě rakety Saturn 1B, nýbrž celý komplet vynesla na oběžnou dráhu jedna raketa Saturn 5.
Po letu Apolla 7 byla pro let do vesmíru řada na posádce velitele McDivitta, jež byla připravována k uskutečnění testu D. Vzhledem k cílům, pro něž byla připravována, se McDivittova posádka nezúčastnila mimořádně naplánovaného letu Apolla 8, ale pokračovala ve výcviku pro let Apolla 9, jehož cíle byly velmi blízké původnímu scénáři testu D.

## Průběh letu
- Raketa Saturn 5 s kosmickou lodí Apollo 9 odstartovala 3. března 1969 v 16:00:00 UTC (tj. 17:00 pražského času) z odpalovací základny LC 39A Kennedyho vesmírného střediska.
- V 16:10:59 UT dosáhla kosmická loď nízké oběžné dráhy kolem Země.
- V 18:43 UT se velitelský modul a servisní modul oddělil od 3. stupně rakety Saturn 5, otočil se o 180 stupňů, v 19:01:59 UT se spojil s lunárním modulem, pojmenovaným při tomto letu Spider (pavouk), který byl umístěn v „horní“ části 3. stupně. Ve 20:08:05 se nyní již kompletní kosmická loď Apollo 9 definitivně oddělila od 3. stupně rakety Saturn 5.
- 4. března 1969 se posádka věnovala manévrům kosmické lodi jako celku.
- 5. března 1969 přestoupili James McDivitt a Russell Schweickart do lunárního modulu a provedli kontrolu jeho systémů, uskutečnili přímý TV přenos z paluby lunárního modulu a provedli manévr celého soulodí pomocí motoru přistávacího stupně lunárního modulu, který zažehli na 367 s a loď tím zrychlili o 522 m/s. Poté se vrátili do velitelského modulu.
- 6. března 1969 přestoupili McDivitt s Schweickartem znovu do lunárního modulu. Na programu byl Schweickartův výstup do otevřeného kosmického prostoru. Původně měl Russell Schweickart volným prostorem přestoupit z lunárního do velitelského modulu. Pro nevolnost ale nemohl být tento přestup dokončen a tak se po 37 minut trvajícím výstupu Russell Schweickart vrátil zpět do lunárního modulu.
- 7. března 1969 vstoupili James McDivitt a Russell Schweickart znovu do lunárního modulu. Pilot velitelského modulu David Scott oddělil komplet velitelského a servisního modulu od lunárního modulu, zažehl motory reaktivního řídicího systému RCS a obě kosmická plavidla se od sebe vzdálila na 5,5 km. James McDivitt se Schweickartem poté uskutečnili s lunárním modulem aktivní přiblížení k velitelskému modulu. Lunární modul se s velitelským modulem úspěšně spojil. Kosmická loď Apollo byla rozpojena po dobu 6,5 hodiny a obě její části byly od sebe vzdáleny až 183,5 km. Po návratu McDivitta a Schweickarta do velitelského modulu byl lunární modul odpojen a uveden s pomocí startovního motoru na dráhu 227 - 6935 km nad Zemí.
- Po zbytek letu posádka sledovala satelit pro detekci meteroidů Pegasus III agentury NASA, který byl vypuštěn 30. července 1965. Dále snímali multispektrální snímky Země a připravovali se na sestup.
- V den návratu na Zemi 13. března 1969 bylo v místě plánovaného přistání nepříznivé počasí a proto byl let o jeden oblet Země prodloužen. V 16:31:41 UT provedla posádka brzdicí manévr zažehnutím hlavního motoru servisního modulu na 11,8 s, čímž se loď zpomalila o 77 m/s. V 16:34 UT byl nepotřebný servisní modul odhozen a v 16:46 UT vstoupil velitelský modul ve výšce 120 km do atmosféry. V 17:00:54 UT přistál velitelský modul na hladinu Atlantiku 4,8 km od plánovaného cíle, asi 290 km východně od Bahamského souostroví. Necelou hodinu po přistání dopravila helikoptéra posádku na palubu lodi USS Guadalcanal.[2][1]

- Odhozený lunární modul Spider byl ještě po více než 12 následujících let umělou družicí Země a až 23. října 1981 zanikl v atmosféře.

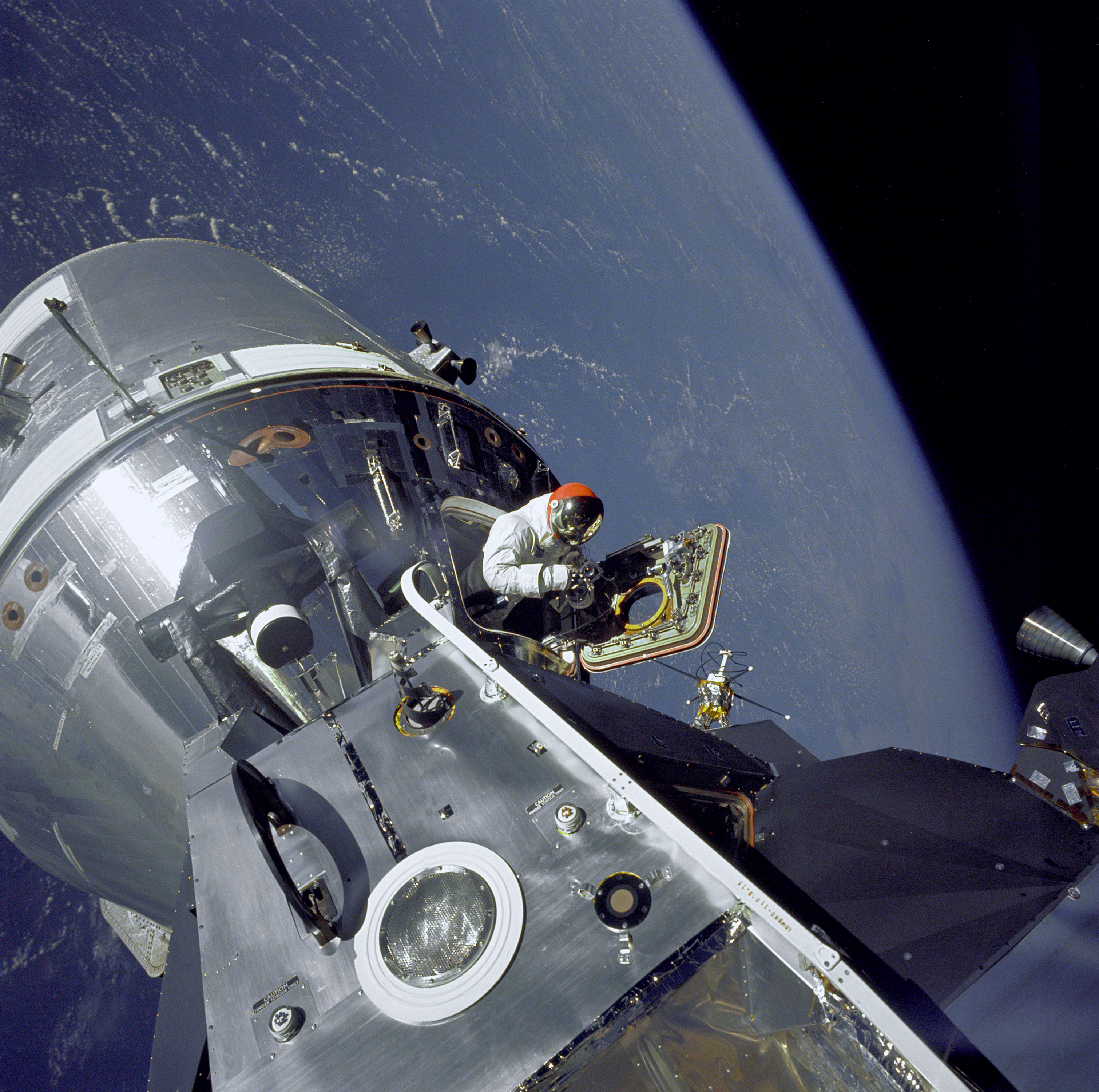
Výstup Dave Scotta do volného vesmíru.
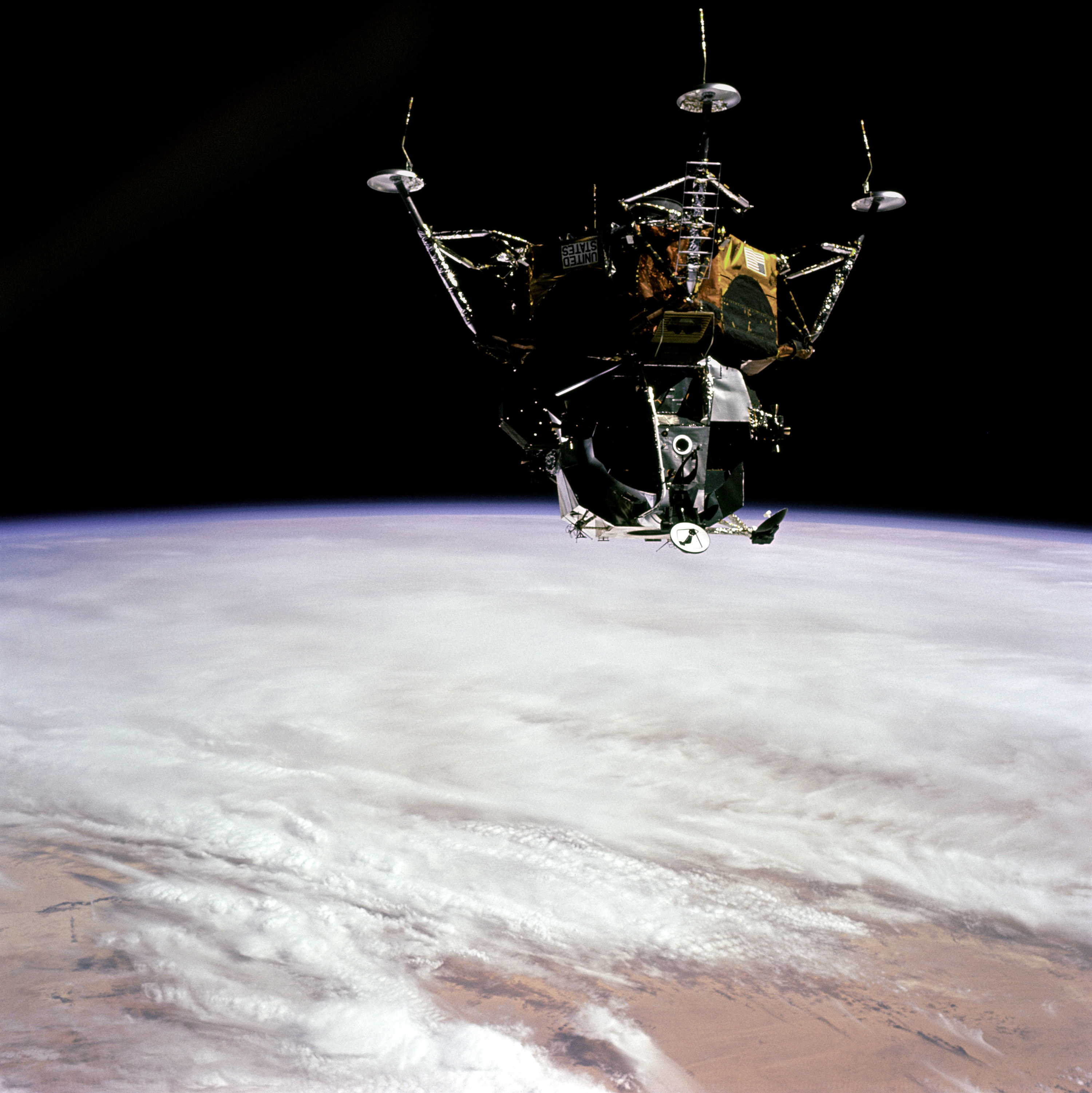
Apollo 9 LM "Spider".
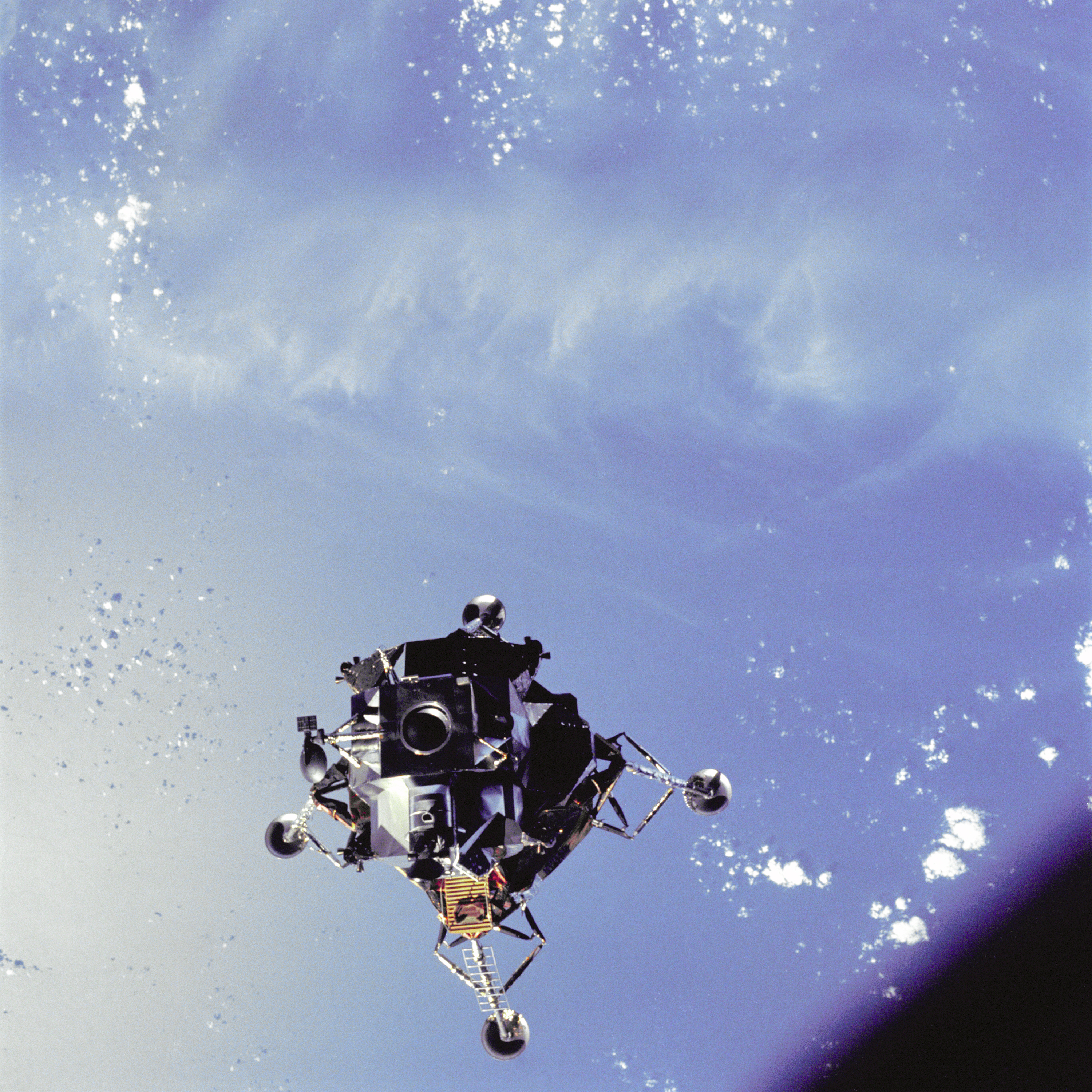
LM "Spider" nad oceánem.